# Východní lázně
Východní lázně (francouzsky Thermes de l'Est) též Lázně Collège de France (Thermes du Collège de France) je název pro pozůstatky antických lázní, které se nacházejí v Paříži v ulicích Rue des Écoles, Rue du Cimetière-Saint-Benoist a Rue Saint-Jacques převážně pod budovami dnešní Collège de France.

## Historie
Lázně vznikly v době římského města Lutetia, které se rozkládalo na levém břehu řeky Seiny, pravděpodobně v 1. století n. l. Byly opuštěny ve 4. století a postupně zbourány pro využití stavebního materiálu. Na jejich místě mnohem později vznikla Collège de France.

## Architektura
Lázně byly ohraničeny zdí a zabíraly obdélníkovou plochu o délce stran 170 m a 73-85 m. Podle průzkumů se rozsáhlá palestra rozkládala v blízkosti dnešní ulice Rue Saint-Jacques. Možná byla obklopená kolonádou, jak bylo zvykem, neboť byly nalezeny části desek sloupů. Když byla palestra ve 3. století přestavěna, byl její povrch vysypán štěrkem. Při archeologických průzkumech se podařilo dobře lokalizovat frigidarium (studené lázně), caldarium (parní lázně), tepidarium (teplé lázně), kruhový bazén a hypokaust (vytápěcí soustava). Voda byla do lázní přiváděna akvaduktem, jehož některé pozůstatky se podařilo též objevit. Odpadní voda byla odváděna podzemním kanálem.